# Ерік Перссон (плавець)
Ерік Перссон (12 січня 1994) — шведський плавець.
Учасник Олімпійських Ігор 2016 року.
Призер Чемпіонату Європи з водних видів спорту 2020 року.
Призер Чемпіонату Європи з плавання на короткій воді 2019 року.